# بیل باندی
بیل باندی (انگلیسی: Bill Bundy; January qtr. 1883 – ۸ دسامبر ۱۹۴۵) بازیکن فوتبال اهل بریتانیا بود.
از باشگاه‌هایی که در آن بازی کرده‌است می‌توان به باشگاه فوتبال ساوت‌همپتون اشاره کرد.